# Вселенски патриарх
Вселенският,  Цариградският или Константинополският патриарх с пълна титла Негово Божествено Всесветейшество Архиепископ на Константинопол — Новия Рим и Вселенски патриарх (на гръцки: Ἡ Αὐτοῦ Θειοτάτη Παναγιότης, ὁ ᾿Αρχιεπίσκοπος Κωνσταντινουπόλεως, Νέας Ρώμης καὶ Οἰκουμενικὸς Πατριάρχης) е един от деветте източноправославни патриарси на Православната църква (пръв между равни). Неговият статут произтича от Източната Римска империя – Византия.
Вселенският патриарх е предстоятел на Цариградската патриаршия (наричана също Вселенска патриаршия). Неговата официална титла е Негово Всесветейшество, архиепископ на Константинопол – Новият Рим и вселенски патриарх (на гръцки: Η Αυτού Θειοτάτη Παναγιότης, ο Αρχιεπίσκοπος Κωνσταντινουπόλεως, Νέας Ρώμης και Οικουμενικός Πατριάρχης).
От 1991 година вселенски патриарх е Негово Всесветейшество Вартоломей I.
Седалището на Вселенската патриаршия се намира в Цариград. Турското правителство го признава за религиозен глава на гръкоправославната общност в страната и го нарича Гръцки (буквално римски, ромейски) православен патриарх на Фанар (на турски: Fener Rum Ortodoks Patriği). Според турското законодателство той се намира под нейна юрисдикция и следва да бъде гражданин на Република Турция.

## История 1991 – 2007 г.
Понастоящем вселенски патриарх и архиепископ на Константинопол е Негово Всесветейшество Вартоломей I. По отношение на Балканите той често заявява за медиите, че е доволен от приятелството между Турция, Гърция и България и че е убеден, че развитието на политическите връзки между трите страни спомага за спокойствието и щастието на техните народи.
Гарантирането на правата на Вселенската патриаршия в Истанбул във връзка със започването на присъединителни преговори между Турция и ЕС са една от основните теми на разговорите на вселенския патриарх Вартоломей в Брюксел с високопоставени служители на ЕС.
През юни 2007 г. Върховният касационен съд на Турция, на който е подсъден Истанбул, се произнася по жалбата на отлъчения свещеник българин Константин Костов и забранява на Константинополския патриарх да се нарича „Вселенски“ в Турция. Според мотивите това нарушавало равнопоставеността на религиите в Турция. 
През 2009 г. Вартоломей остро разкритикува Турция и управляващите проислямисти заради проблемите на християнската общност в мюсюлманската страна. 